# Опера буфа
Опера буфа (на италиански: opera buffa, в мн.ч. – opere buffe) е комичен оперен жанр, получил своето начало в Неапол в края на 17 и началото на 18 век. В Италия и другаде в Европа музикалната драма, известна като опера, е твърдо установена, но е подложена на много модификации, които по-късно се отразяват като важни промени при възникването на новия жанр в оперната музика. Тези промени започват през 1720-те години и създават две видимо различни форми на операта в Италия – едната е тип сериозна трагедия, известна като опера серия, а другата е по-лека, с по-земен и комичен стил, наречена опера буфа. Двата стила имат обща основа, но са подложени на различни влияния, които ги оформят такива, каквито ги познаваме днес.

## Възникване
Жанрът опера буфа започва да се развива и се изгражда от хумористичните интермедии. По това време в Италия съществува практиката между трите акта на опера серия, по време на двата антракта, да се вмъкват комични музикални сцени, които да разведрят настроението от сериозното и обикновено трагично действие. Постепенно тези интермедии се разширяват тематично и като времетраене и се превръщат в самостоятелни комични опери. Комичните епизоди се обединяват в единен сюжет и се оформят като самостоятелно произведение, обикновено в две действия. Първа стъпка в това обединяване на интермедиите прави италианският композитор Никола Бонифачо Логрошино. Той събира няколко сцени, обособявайки различните части на операта, и написва общ финал. Известен е обаче само в Италия и неговата идея не получава популярност. Затова славата на пръв създател на новата форма се пада на по-младия Джовани Батиста Перголези. Най-ранната опера от този жанр, която все още се играе по световните сцени, е неговата „Слугинята-господарка“, поставена през 1733 г. В продължение на много години тя остава най-добрият пример за опера буфа. Оркестърът е ограничен до обикновен струнен квартет, има само две певчески роли – сопран и бас, но действието е така завладяващо, а музиката толкова жива и разнообразна, че премиерата на операта има невероятен успех. До средата на 18 век, опера буфа постепенно се разпространява от родното си място Неапол, през Рим и в цяла Италия. До 1780 г. в Европа са останали много малко оперни театри, които все още представят само опера серия.

## Характеристика
При създаването си опера буфа се основава главно на италианските битови сюжети и черпи вдъхновението си от тях. Обикновено участват две групи действащи лица – хумористично представени мъже и жени и двама или повече влюбени. Героите са персонажи, съществуващи в реалния живот – търговци, кокетки, прислужници, рибари, гондолиери, пияни градинари, стиснати старци, подли стари камериерки. Всички те са противопоставени на представителите на аристокрацията в тяхната социална и семейна среда. Много от тези оперни спектакли са посветени на суетата, глупостта и дори скъперничеството. Вместо възвишените и често нереалистични чувства в опера серия, в тях се изразяват познатите на всички любов, ревност и силна страст. Със смях и шеги хората от народа обикновено ловко въртят на пръста си своите господари. Финалът е продължителен, написан по всички правила на оперното изкуство, и включва всички главни действащи лица. Финалните дуети, с които дотогава е завършвала всяка опера, са значително разширени и се превръщат в пълномащабни ансамбли, особено в творбите на Балтасаре Галупи и Доменико Чимароза. Самите опери се отличават с живо действие и импровизации и са по-близо до действителността от представителите на опера серия. Действието обикновено се развива стремително и весело, със занимателен сюжет и прости, мелодични вокални партии, напомнящи народните песни. По-голямата част от музиката е изцяло подчинена на текста, а пеенето е изключително гъвкаво и чувствително и може свободно да изразява емоции, чрез мелодия, която следва ритъма на речта. Голямата популярност на стила се дължи на това, че комичното действие е по-забавно и по-лесно разбираемо от трагичното, а и понякога абсурдността на сериозната форма действа отрицателно върху публиката. В съответствие с поднасянето на сцената на ежедневни събития и обикновени герои, опера буфа се пише на език, разбираем за обикновените хора. Често е изпъстрена с местни диалекти, поради което привлича по-широка аудитория. Силата и тоналността на гласа също се различават при двата типа опери. Докато при опера серия преобладават високите сопранови гласове на певици и кастрати, в опера буфа за главния герой се използва обикновено дълбок нисък бас-буфо и неговите арии често се изпълняват в много бързи речитативи. В произведенията от този жанр много пъти се използват герои и ситуации на италианската Комедия дел арте. В тях са включени по-малко зрелищни ефекти, постановките са по-евтини от тези при опера серия, цените на билетите обикновено са по-ниски и са привлекателни за обикновените хора. Опера буфа постепенно печели все повече привърженици и става любим жанр за голяма аудитория в цяла Европа. През втората половина на 19 век, характерът на оперните произведения от жанра се променя и вече не е чисто комичен или пародиен. Вместо това оперите често представляват сантиментални, полусериозни произведения с комичен елемент. Включват се и нови персонажи, които не участват в лудориите на останалите герои. Музиката в този по-късен период се характеризира с по-голяма независимост на оркестровите и инструментални части.

## Национален облик
С течение на времето с развитието си в различните страни, опера буфа започва да придобива национален облик – във Франция се появява опера комик, в Англия – баладичната опера, а в Германия и Австрия – зингшпил. Всяка от тези школи има свои забележителни представители, автори на многобройни комични оперни произведения. Такива са Перголези и Николо Пичини в Италия, във Франция – Андре Гретри и Жан-Жак Русо, в Австрия – Карл Дитерс фон Дитерсдорф, Йозеф Хайдн и Волфганг Амадеус Моцарт. „Отвличане от сарая“ на Моцарт се счита за първата класическа австрийска национална опера буфа. Най-популярните австрийски опери от този жанр са създадени от Моцарт – „Така правят всички“, „Вълшебната флейта“, „Дон Жуан“. „Вълшебната флейта“ е опера с психологическа дълбочина, отличаваща се доста от драмата и патоса на Джоакино Росини. Характерни белези на опера буфа има и операта „Милионерът“ на Парашкев Хаджиев, с либрето по едноименната комедия на Йордан Йовков, поставена през 1965 г.

### Италия
Въпреки че в много от цивилизованите европейски държави опера буфа бързо се разпространява, Италия е тази, в която тя първо се заражда. Създадените тук опери са с най-трайни качества и най-дълговечни. Те стават пример и основа за развитието на жанра в останалите страни. За разлика от френската опера комик, където пеенето се редува с говорен диалог, в италианските комични опери изцяло се пее. Традициите и компетентността на Неаполитанската школа са повече или по-малко затвърдени от следващите поколения композитори, а нейните възпитаници стават водещи в този жанр в много европейски столици. Освен Перголези и Николо Йомели, такива са композиторите Томазо Траета, Леонардо Винчи, съименник на великия художник, Николо Пичини, Антонио Сакини, Пиетро Алесандро Гулиелми, както и много други. Сериозна е заслугата на Пичини, с неговите отлични работи, нововъведения и промени във финалната част на оперите. Но най-голямото име в началното развитие на опера буфа е това на Доменико Чимароза. От 1772 до 1787 г. той създава десетки опери от този стил, най-известната от които е „Тайният брак“, която се играе и в наши дни. Главната му сила се крие във вокалните партии, но той се справя много добре и с оркестъра, и с ансамбловите изпълнения. Един от най-уважаваните представители, създал опери от този стил е Джоакино Росини с „Пепеляшка“ и операта „Севилският бръснар“ (1816), която е квинтесенция на опера буфа, почти чиста комедия с внесена в нея известна сантименталност. Друг популярен композитор е Гаетано Доницети с най-характерната си за жанра опера „Любовен еликсир“.

### Франция
Преди опера буфа да се обособи като самостоятелен оперен жанр, във Франция съществуват музикални пантомими, изнасяни главно по панаирите. Известни са като Théâtre de la foire и най-много се играят в Париж по време на празниците на „Св. Лоран“ и „Св. Жермен“, но все още по нищо не приличат на оперни произведения. Те ползват сюжети от всекидневието с елементи на социална сатира и доста често представят пародии на сериозни опери. Скоро тези спектакли са подложени на гонения от Кралската академия, която от времето на Жан-Батист Люли единствена има право да представя музикални драми. През 1716 г. срещу 35 000 ливри годишно на една от музикалните трупи се дава правото да представя на панаирите спектакли с пеене, говор и оркестър, които са наречени „опера комик“.
През 1750 г. в Париж се играе италианската комична опера „Слугинята-господарка“ и това дава тласък на развитието на жанра. Подема се спор между привържениците на сериозната и комичната опери и тази „Война на буфонистите“ завършва с приемането и налагането на новия стил. Като начало се представят само преведени от италиански произведения, докато през 1753 г. Жан-Жак Русо преработва една интермедия в едноактната комична опера „Le Devin du Village“, като написва и музиката, и либретото. Тя се приема за първата френска опера буфа. Две години по-късно неаполитанецът Еджидио Дуни печели парижката публика с операта си „Нинет при двора“. За действителен основоположник на френската опера комик обаче, се приема композиторът Пиер-Александър Монсини. Между 1759 и 1777 той създава редица произведения в този стил, които жънат непрекъснат и нарастващ успех. Когато се оттегля притежава голяма известност и значително богатство. След него се появяват оперите на Андре Гретри, които издигат жанра на по-високо ниво. Комичните му опери са по-блестящи от тези на предшественика му, но все още не може да достигне умението на италианските си колеги. От 50 и повече произведения, най-известни са комичните му опери „Le Tableau Parlant“ (1769), „Земир и Азор“ (1771) и „L'Amant Jaloux“ (1778). Разделянето на двата оперни жанра рефлектира и върху наименованието на двата големи парижки театъра – „Гранд опера̀“, специализирана в представяне на опера серия и „Опера̀ комик“ за опера буфа.

### Германия
В Германия по това време престижът на консерваторията в Хамбург намалява и се наблюдава застой и дори отлив от композирането на оперни произведения. С появата на Йохан Адам Хилер в Лайпциг се поставя началото на опера буфа, която постепенно издига националната репутация по отношение на оперното творчество. Формата е зингшпил – популярен водевил, обилно обагрен с вокална и инструментална музика. Въпреки че действието се развива с частичен говорим диалог, музиката при него е поставена на първо място. Хилер показва значително умение в развитието на новия жанр. Предполага се, че част от идеите му представляват адаптация на френски произведения, но имитациите му са перфектни. Най-добрите от неговите 14 зингшпила остават на сцената повече от век и дори в наши дни понякога се поставят в Германия. Това са „Лотхен в съда“ (Lottchen am Hofe) (1760), „Дяволът е загубен“ (Der Teufel ist los) (1768) и „Poltis, oder Das gerettete Troja“ (1782).

### Англия
Първата комична английска опера се ражда в известна степен по подобен начин. През 1727 г. английският поет и драматург Джон Гей пише една брилянтна сатира, осмиваща господстващата мода, наричайки я „Просешка опера“. Йохан Кристоф Пепуш написва към нея музика, базирана на стари английски и шотландски мелодии, както и на много популярни песни от това време. Операта пародира формите и осмива съдържанието на италианските опери. Произведението е представено на следващата година в Лондон и има голям успех. Вместо рицари и богове, по сцената маршируват просяци под звуците на прочутия „Марш на рицарите“ от операта „Риналдо“ на Георг Фридрих Хендел. Популярността ѝ нараства толкова бързо, че само през първия сезон са играни 62 представления. Тази опера се превръща в модел, по който са композирани следващите баладични опери, каквото е названието на жанра в Англия.

## Разлика между опера буфа и опера серия
Докато опера буфа е весела с поредица от комични случки, опера серия се отличава със сериозни теми с исторически или митологични сюжети. В нея обикновено са застъпени батални сцени или необикновени приключения на митични герои. Оперните персонажи включват императори, крале, богове, пълководци. Образите се развиват по такъв начин, че зрителите стават свидетели на много сериозни и важни събития, като героите се характеризират с необичайна смелост, достойнство и величие. Постановките се отличават с пищност и тържествена приповдигнатост. В идеализираните произведения на опера серия злодеите винаги са наказани, а добродетелните герои възнаградени. Това е любим жанр на аристокрацията и висшия слой от обществото, който поднася героите от тяхното съсловие така, че им дава възможност да покажат своето богатство, власт и морално превъзходство. Един от най-характерните композитори, писали в този жанр е Алесандро Скарлати, автор на 115 такива опери.
В по-късен период, с развитието на опера буфа, тя започва постепенно да оказва влияние и върху опера серия, която също претърпява много промени от началото на 18 до началото на 19 век. Границата между ария и речитатив става много по-малко категорична, добавят се грандиозни хорови и оркестрови изпълнения, самите спектакли се променят, а жанрът губи своето превъзходство. Започва да се преоценява и отношението към опера буфа, която в началото се приема като по-нисша форма на изкуството. Европейската общественост постепенно се отдалечава от стриктната опера серия, а комичната опера повишава значението си и двете стават равностойни. Новите стандарти на обществото обаче не изискват вече само чиста трагедия или чиста комедия, а смес от двете форми, каквито се появяват през следващите години.